# Union des femmes de La Réunion
Pour les articles homonymes, voir UFR et Union des femmes.
L'Union des femmes de la Réunion, ou UFR, est une organisation féministe de l'île de La Réunion, département d'outre-mer français dans le sud-ouest de l'océan Indien. Constituée par un congrès en septembre 1958, elle a pour figures historiques Isnelle Amelin, première présidente jusqu'en 1978, et Huguette Bello, laquelle fut plus tard la première femme députée de La Réunion. L'UFR est proche du Parti communiste réunionnais. Elle a changé de dénomination en 2004, pour devenir l'Union des femmes réunionnaises.

## Historique
C'est au moment de la départementalisation de la Réunion, en 1946, qu'apparaît la première organisation féministe à la Réunion. Des militantes politiques et syndicales communistes, Isnelle Amelin, Marie Gamel, Alicia Mazaka, Alice Peverelly et d'autres, créent la section réunionnaise de l'Union des femmes françaises (UFF), avec pour objectif de permettre aux Réunionnaises d'accéder elles-aussi aux droits sociaux fondamentaux des Françaises. Un an après sa création, les effectifs se montent à 2 300 membres, principalement ouvrières et non-blanches. La section est aussi solidaire des luttes de décolonisation de pays comme Madagascar.
Dans les années 1950, les élections se déroulent dans un contexte tendu : fraudes électorales, agressions d'électeurs et d'électrices communistes. Partant du constat que le droit de vote n'est pas garanti par l'État, les militantes revendiquent le droit à l'autodétermination de la Réunion, lors du congrès du 14 septembre 1958, qui transforme alors la section de l'UFF en Union des femmes de la Réunion (UFR). Les revendications sont multiples : féministes, sociales, anticoloniales mais aussi internationalistes, lorsque l'UFR rejoint la Fédération démocratique internationale des femmes (FDIF).
Le 6 mai 1968, l’organisation figure parmi les signataires du « manifeste pour le droit à l’autodétermination et contre toute solution néocolonialiste » publié dans le journal du Parti communiste réunionnais.
Dans les années 1970, l'UFR dénonce la politique antinataliste et raciste menée à la Réunion auprès des femmes pauvres : avortements et stérilisations forcées, prescription massive du contraceptif Depo-Provera dans les centres de planification familiale, scandales qui ont peu d'écho en France métropolitaine y compris auprès des féministes françaises qui militent de leur côté pour le droit à l'avortement alors interdit. Entre 1976 et 1981, le journal Héva créé par Laurence Vergès et Clélie Gamaleya, relaie les luttes menées.
En 1981, lorsque la gauche accède au pouvoir et que se met en place la décentralisation, l'UFR abandonne la revendication de l'autodétermination et à l'instar des associations féministes réunionnaises qui émergent dans la décennie qui suit, considère que l'État français doit se porter garant de la protection des femmes et de l'égalité.
En 2004, les statuts évoluent, l'UFR devient l'Union des Femmes Réunionnaises.
Aujourd'hui, le combat mené par l'association porte prioritairement sur les violences faites aux femmes, avec une cellule d'écoute et de suivi.
Son slogan est "Fanm la Rényon, fanm debout".